# Кац, Мындру
Мындру Кац (нем. Mîndru Katz; 3 июня 1925, Бухарест — 30 января 1978, Стамбул) — румынско-израильский пианист.

## Биография
Ещё в детстве музыкант был замечен и признан Джордже Энеску. Учился в музыкальной академии Бухареста у Флорики Музическу и окончил её в 1947 году. Тогда же дебютировав в качестве солиста с Бухарестским филармоническим оркестром. В 1959 г. эмигрировал в Израиль, где стал одной из центральных фигур музыкальной жизни. Преподавал, в частности, в Высшей музыкальной школе Тель-Авивского университета.
Мындру Кац концертировал в более чем 40 странах света, выступая вместе с такими крупными дирижёрами, как Джон Барбиролли, Лорин Маазель и др. Его репертуар простирался от произведений Баха до клавирного концерта Арама Хачатуряна.
Умер на сцене во время исполнения сонаты Бетховена № 17.